# Сюрек (станция)
Сюрек — железнодорожная станция в Сюмсинском районе Удмуртской республики.

## География
Находится в западной части Удмуртии на расстоянии приблизительно 19 км на юг-юго-запад по прямой от районного центра села Сюмси на берегу реки Вала.

## История
Известна с 1955 года. До 2021 года входила в состав Муки-Каксинского сельского поселения.

## Население
Постоянное население составляло: 493 человека в 2002 году (русские 66 %), 405 в 2012.